# Diócesis de Homa Bay
La diócesis de Homa Bay (en latín: Dioecesis Homa Bayensis, en inglés: Roman Catholic Diocese of Homa Bay y en suajili: Jimbo Katoliki la Homa Bay) es una circunscripción eclesiástica de la Iglesia católica en Kenia. Se trata de una diócesis latina, sufragánea de la arquidiócesis de Kisumu. Desde el 29 de noviembre de 2020 su obispo es Michael Otieno Odiwa.

## Territorio y organización
La diócesis tiene 7778 km² y extiende su jurisdicción sobre los fieles católicos de rito latino residentes en los condados de Homa Bay y Migori.
La sede de la diócesis se encuentra en la ciudad de Homa Bay, en donde se halla la Catedral de San Pablo.
En 2023 en la diócesis existían 47 parroquias agrupadas en 7 decanatos.

## Historia
La diócesis fue erigida el 18 de octubre de 1993, obteniendo el territorio de la diócesis de Kisii.

## Estadísticas
Según el Anuario Pontificio 2024 la diócesis tenía a fines de 2023 un total de 611 306 fieles bautizados.
| Año                                                                             | Población            | Población | Población      | Sacerdotes | Sacerdotes    | Sacerdotes    | Bautizados por sacerdote | Diáconos permanentes | Religiosos | Religiosos | Parroquias |
| Año                                                                             | Bautizados católicos | Total     | % de católicos | Total      | Clero secular | Clero regular | Bautizados por sacerdote | Diáconos permanentes | Varones    | Mujeres    | Parroquias |
| ------------------------------------------------------------------------------- | -------------------- | --------- | -------------- | ---------- | ------------- | ------------- | ------------------------ | -------------------- | ---------- | ---------- | ---------- |
| 1999                                                                            | 346 033              | 1 600 000 | 21.6           | 35         | 26            | 9             | 9886                     |                      | 31         | 369        | 22         |
| 2000                                                                            | 362 440              | 1 600 000 | 22.7           | 33         | 25            | 8             | 10 983                   |                      | 30         | 383        | 22         |
| 2001                                                                            | 333 694              | 1 600 000 | 20.9           | 37         | 28            | 9             | 9018                     |                      | 30         | 402        | 21         |
| 2002                                                                            | 347 393              | 1 700 000 | 20.4           | 37         | 23            | 14            | 9389                     |                      | 35         | 165        | 24         |
| 2003                                                                            | 347 543              | 1 900 000 | 18.3           | 41         | 24            | 17            | 8476                     |                      | 39         | 172        | 27         |
| 2004                                                                            | 368 136              | 1 970 000 | 18.7           | 50         | 34            | 16            | 7362                     |                      | 39         | 173        | 27         |
| 2006                                                                            | 399 273              | 1 980 000 | 20.2           | 51         | 32            | 19            | 7828                     |                      | 37         | 198        | 25         |
| 2013                                                                            | 500 000              | 2 367 000 | 21.1           | 59         | 43            | 16            | 8474                     |                      | 32         | 186        | 31         |
| 2016                                                                            | 550 700              | 2 770 000 | 19.9           | 77         | 55            | 22            | 7151                     |                      | 41         | 188        | 32         |
| 2019                                                                            | 611 306              | 2 854 815 | 21.4           | 89         | 68            | 21            | 6868                     |                      | 42         | 235        | 45         |
| 2021                                                                            | 643 460              | 3 005 000 | 21.4           | 100        | 80            | 20            | 6434                     |                      | 44         | 242        | 45         |
| 2023                                                                            | 673 390              | 3 144 790 | 21.4           | 105        | 85            | 20            | 6413                     |                      | 49         | 24         | 47         |
| Fuente: Catholic-Hierarchy, que a su vez toma los datos del Anuario Pontificio. |                      |           |                |            |               |               |                          |                      |            |            |            |

## Episcopologio
- Linus Okok Okwach † (18 de octubre de 1993-20 de febrero de 2002 renunció)
- Philip Arnold Subira Anyolo (22 de marzo de 2003-15 de noviembre de 2018 nombrado arzobispo de Kisumu)[nota 1]
  - Sede vacante (2018-2020)
- Michael Otieno Odiwa, desde el 29 de noviembre de 2020